# Empis pexata
Empis pexata är en tvåvingeart som beskrevs av Collin 1960. Empis pexata ingår i släktet Empis och familjen dansflugor. Inga underarter finns listade i Catalogue of Life.